# Sasa pubiculmis
Sasa pubiculmis är en gräsart som beskrevs av Tomitaro Makino. Sasa pubiculmis ingår i släktet sasabambu, och familjen gräs. Inga underarter finns listade i Catalogue of Life.